# Уэйтли, Оливер
О́ливер Уэ́йтли (англ. Oliver Whateley), также известный как О́лли Уэ́йтли (англ. Olly Whateley; 8 августа 1861 — 28 октября 1926) — английский футболист, нападающий. Выступал за футбольный клуб «Астон Вилла», а также за национальную сборную Англии.

## Биография
Родился в Бирмингеме (по другим данным, в Ковентри) в семье производителя жемчужных пуговиц. Футбольную карьеру начал в команде «Гладстон Юнити», а в 1880 году присоединился к клубу «Астон Вилла». Дебютировал за клуб 5 ноября 1881 года в матче Кубка Англии против «Ноттингем Форест». Провёл за клуб 19 официальных матчей в Кубке Англии, в которых забил 10 голов. Арчи Хантер называл его «одним из лучших нападающих» и обладателем «убийственного удара». В репортаже The Villa News and Record указано, что Уэйтли обладал отличным дриблингом и «ловкими финтами» и забивал голы практически с любой дистанции.
24 февраля 1883 года дебютировал за национальную сборную Англии в матче против сборной Ирландии на ливерпульском стадионе «Эгберт Крикет Граунд», в котором англичане разгромили соперника со счётом 7:0. Уэйтли сделал в этой игре «дубль». 10 марта 1883 года провёл свой второй и последний матч за сборную Англии. Это была игра против Шотландии на стадионе «Брэмолл Лейн» в Шеффилде. В ней англичане уступили шотландцам со счётом 2:3. В одном из отчётов утверждается: «снег с газона был сметён перед матчем, но стоял сильный мороз, и поле, хотя и немного оттаявшее на солнце, было очень опасным». При этом игра «на твёрдом и скользком грунте» была «очень быстрой».
Завершил футбольную карьеру из-за рака кожи лица. Работал художником и литографом. В 1911 году перенёс тяжёлую операцию. Несмотря на негодность к несению военной службы во время Первой мировой войны служил во французском Руане в волонтёрской организации YMCA.